# Stationers’ Register
Das Stationers’ Register ist ein Verzeichnis von Druckschriften, das von 1577 bis 1924 von der Worshipful Company of Stationers and Newspaper Makers, einer in der City of London ansässigen Livery Company, geführt wurde.
Die Worshipful Company of Stationers and Newspaper Makers war eine Gilde, in der Drucker, Verleger und Buchhändler, d. h. alle, die im weiten Sinn mit der Produktion und dem Vertrieb von Druckerzeugnissen befasst waren, sich organisiert hatten. Mitglieder, die ein Buch oder eine Druckschrift publizieren wollten, waren verpflichtet, den Titel in die Liste eintragen zu lassen. Mit dem Eintrag in das Register, für das pro Titel ein Entgelt zu zahlen war, sicherte sich der Drucker oder Verleger das alleinige Recht auf den Druck für sieben Jahre. Das Druckprivileg konnte auf weitere sieben Jahre verlängert werden, falls der Autor zu diesem Zeitpunkt noch am Leben war. Ein Eintrag in dieses Register bedeutet aber nicht, dass der Text tatsächlich gedruckt worden ist. Die Rechte eines Autors auf sein Buch waren mit dem Eintrag ins Stationers’ Register nicht geschützt. Das Register stellt eine frühe Form des Copyrights dar.
Der Literaturwissenschaftler W. W. Greg schätzt hingegen, dass nur 60 bis 70 % aller Werke ihre Aufnahme in das Stationers’ Register fanden.

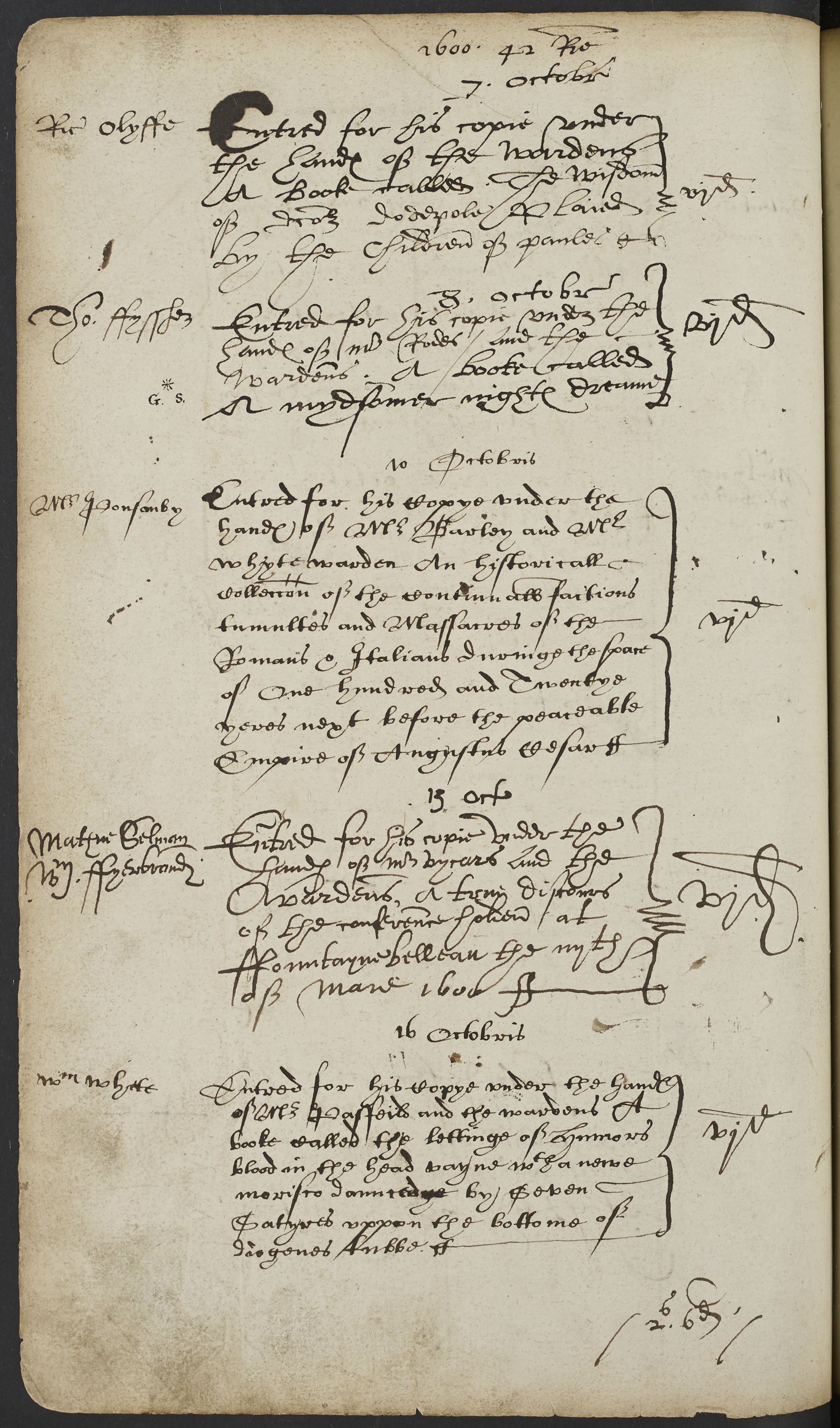
Eintrag von Shakespeares A Midsummer Night's Dream, 8. Oktober 1600

1710 trat das Statute of Anne, auch genannt Copyright Act 1709, in Kraft, das als das erste moderne Copyrightgesetz gilt. Hier wurden erstmals die Rechte des Autors an seinem Werk formuliert, die bis dahin bei den Verlegern (Stationers) gelegen hatten, sowie die Schutzfristen für Nachdrucke festgelegt. Mit Inkrafttreten des Statute of Anne wurde das ausschließliche Recht der Gilde zum Druck endgültig aufgehoben.
Das Register ist eine wichtige Quelle für Historiker, die sich mit der Geschichte des Buchdrucks in England befassen. Es ist ebenfalls eine wichtige Quelle für das englische Theater seit Elisabeth I. bis zur Zeit Karls I. (siehe Elisabethanisches Theater), da es, zusammen mit den Berichten des Master of the Revels (Zensurbehörde) eine Datierung der Dramen von Christopher Marlowe, William Shakespeare, Ben Jonson und deren Vorgängern und Nachfolgern ermöglicht.